# روبرت باراني
روبرت باراني (بالمجرية: Róbert Bárány) ولد في 22 أبريل 1876 وتوفي في 8 أبريل 1936 كان طبيب مَجَرِي، تحصل على جائزة نوبل في الطب عام 1914 عن أبحاثه في فسيولوجيا وأمراض الجهاز الدهليزي للأذن الداخلية.
ولد باراني في فيينا بالإمبراطورية النمساوية المجرية، وكان الأكبر بين ستة أبناء لأبيه «إغناز باراني» الذي كان يهودياً مجرياً يعمل موظفاً في أحد المصارف ومديراً عقارياً.
التحق باراني بالمدرسة الطبية بجامعة فيينا وتخرج سنة 1900 وعمل طبيباً في فيينا حيث بدأ اهتمامه بدراسة فسيولوجيا وأمراض الأذن الداخلية ودورها في حفظ توازن الجسم.
خدم باراني في الجيش النمساوي أثناء الحرب العالمية الأولى كجراح مدني، ووقع في أسر الجيش الروسي. وحينما أعلن فوزه بجائزة نوبل في الطب سنة 1914 كان هو أسيراً في أحد معسكرات الحرب الروسية، ولم يطلق سراحه إلا سنة 1916 بعد مفاوضات دبلوماسية مع روسيا قام بدور الوساطة فيها الأمير السويدي كارل (دوق فاستر غوتلاند) والصليب الأحمر، ليتمكن باراني أخيراً من حضور مراسم تسليم جائزة نوبل سنة 1916 حيث تسلم جائزته بعد عامين كاملين من إعلان فوزه بها. وقد عمل أستاذاً بجامعة أوبسالا السويدية منذ سنة 1917 وحتى وفاته في مدينة أوبسالا قبيل أيام من احتفاله ببلوغه عامه الستين.

## من مؤلفاته
- الفيزيولوجيا وعلم أمراض الجهاز عند البشر 1907
- أمراض البحيرة 1911

## روابط خارجية
- روبرت باراني على موقع الموسوعة البريطانية (الإنجليزية)
- روبرت باراني على موقع إن إن دي بي (الإنجليزية)